# Baškovce (powiat Humenné)
Baškovce – wieś (obec) na Słowacji położona w kraju preszowskim, w powiecie Humenné. Pierwsze wzmianki o miejscowości pochodzą z roku 1410.
Według danych z dnia 31 grudnia 2010, wieś zamieszkiwało 408 osób, w tym 200 kobiet i 208 mężczyzn.
W 2001 roku rozkład populacji względem narodowości i przynależności etnicznej wyglądał następująco:
- Słowacy – 99,55%
- Czesi – 0,23%
- Ukraińcy – 0,23%